# الحرب الباردة

علم الاتحاد السوفيتي

علم الولايات المتحدة الأمريكية

الحرب الباردة (بالروسية: Холодная война وبالإنجليزية: Cold War) هو مصطلح يُستخدم لوصف حالة الصراع والتوتر والتنافس التي كانت توجد بين الولايات المتحدة والاتحاد السوفيتي وحلفائهم من فترة منتصف الأربعينيات حتى أوائل التسعينيات.
خلال هذه الفترة، ظهرت الندية بين القوتين العظيمتين خلال التحالفات العسكرية والدعاية وتطوير الأسلحة والتقدم الصناعي وتطوير التكنولوجيا والتسابق الفضائي. ولقد اشتركت القوتان في الإنفاق الضخم على الدفاع والترسانات النووية والحروب غير المباشرة – باستخدام وكلاء.
في ظل غياب حرب معلنة بين الولايات المتحدة والاتحاد السوفيتي قامت القوتان بالاشتراك في عمليات بناء عسكرية وصراعات سياسية من أجل المساندة. على الرغم من أن الولايات المتحدة والاتحاد السوفيتي كانا حلفاء ضد قوات المحور إلا أن القوتين اختلفتا في كيفية إدارة ما بعد الحرب وإعادة بناء العالم. خلال السنوات التالية للحرب، انتشرت الحرب الباردة خارج أوروبا إلى كل مكان في العالم.
حيث سعت الولايات المتحدة إلى سياسات المحاصرة والاستئصال للشيوعية وحشد الحلفاء خاصة في أوروبا الغربية والشرق الأوسط. خلال هذه الأثناء، دعم الاتحاد السوفيتي الحركات الشيوعية حول العالم خاصة في أوروبا الشرقية وأمريكا اللاتينية ودول جنوب شرق آسيا.
صاحبت فترة الحرب الباردة عدة أزمات دولية مثل أزمة حصار برلين 1948–1949 والحرب الكورية 1950–1953 وأزمة برلين عام 1961 وحرب فيتنام 1956–1975 والغزو السوفييتي لأفغانستان وخاصة أزمة الصواريخ الكوبية 1962 عندها شعر العالم أنه على حافة الانجراف إلى حرب عالمية ثالثة. آخر أزمة حدثت خلال تدريبات قوات الناتو 1983. شهدت الحرب الباردة أيضاً فترات من التهدئة عندما كانت القوتين تسعيان نحو التهدئة. كما تم تجنب المواجهات العسكرية المباشرة لأن حدوثها كان سيؤدى إلى دمار محتم لكلا الطرفين بسبب الأسلحة النووية.
اقتربت الحرب الباردة من نهايتها أواخر الثمانينات وبداية التسعينات. بوصول الرئيس الأمريكي رونالد ريغان إلى السلطة ضاعفت الولايات المتحدة ضغوطها السياسية والعسكرية والاقتصادية على الاتحاد السوفيتي. في النصف الثاني من الثمانينات، قدم القائد الجديد للاتحاد السوفيتي ميخائيل غورباتشوف مبادرتي بيريستوريكا - إصلاحات اقتصادية – وغلاسنوت – مبادرة اتباع سياسات أكثر شفافية وصراحة. لينهار الاتحاد السوفيتي عام 1991 تاركا ً الولايات المتحدة القوة العظمى الوحيدة في عالم أحادي القطب.

## الحرب العالمية الثانية وما بعدها

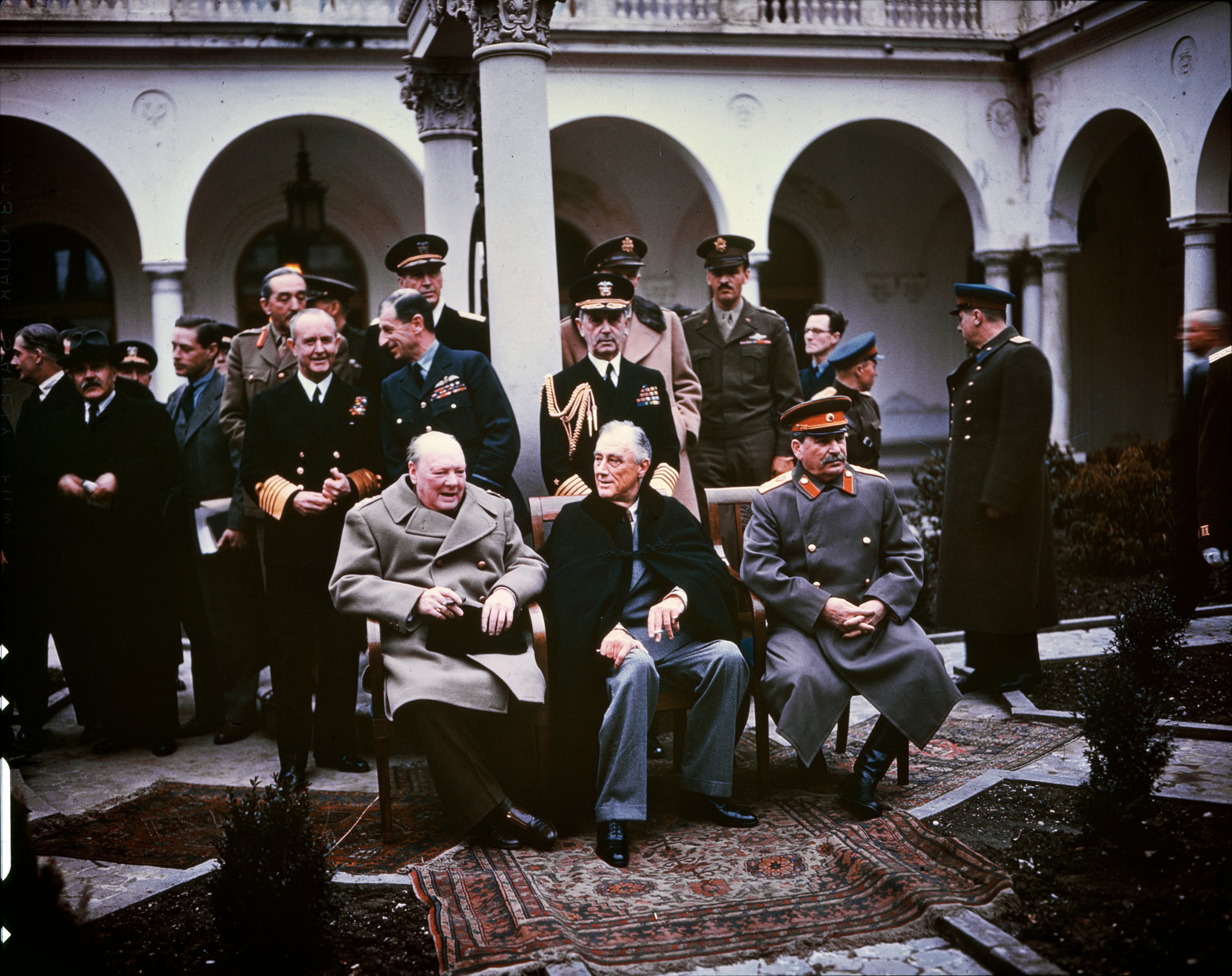
ستالين وروزفلت وتشرشل في مؤتمر يالتا

### مؤتمر بوتسدام وهزيمة اليابان

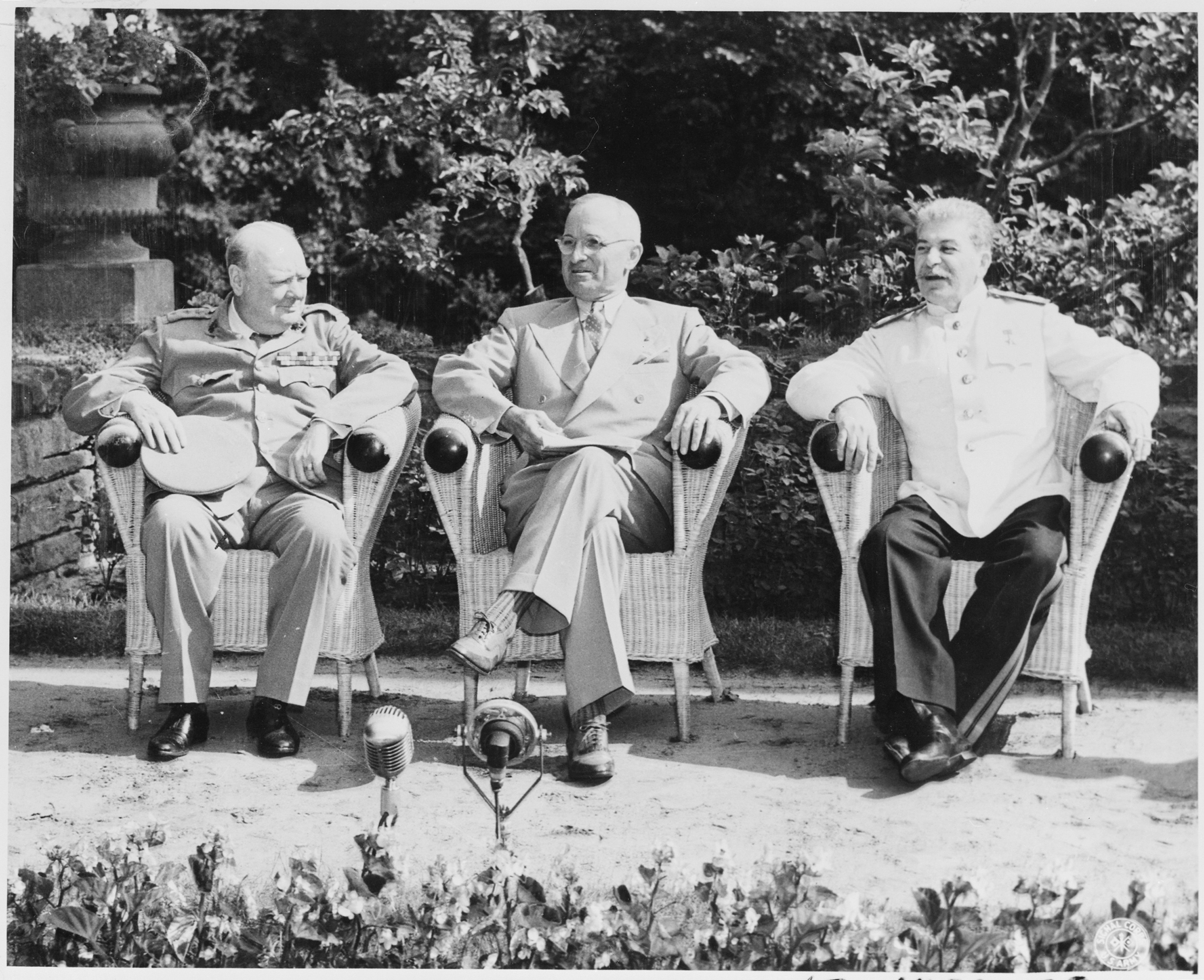
ونستون تشرشل وهاري ترومان وجوزيف ستالين في مؤتمر بوتسدام عام 1945.

### بدايات الكتلة الشرقية

التغييرات الإقليمية في أوروبا في فترة ما بعد الحرب وتشكيل الكتلة الشرقية، فيما يسمب ب "الستار الحديدي".

### سياسة الاحتواء ومبدأ ترومان

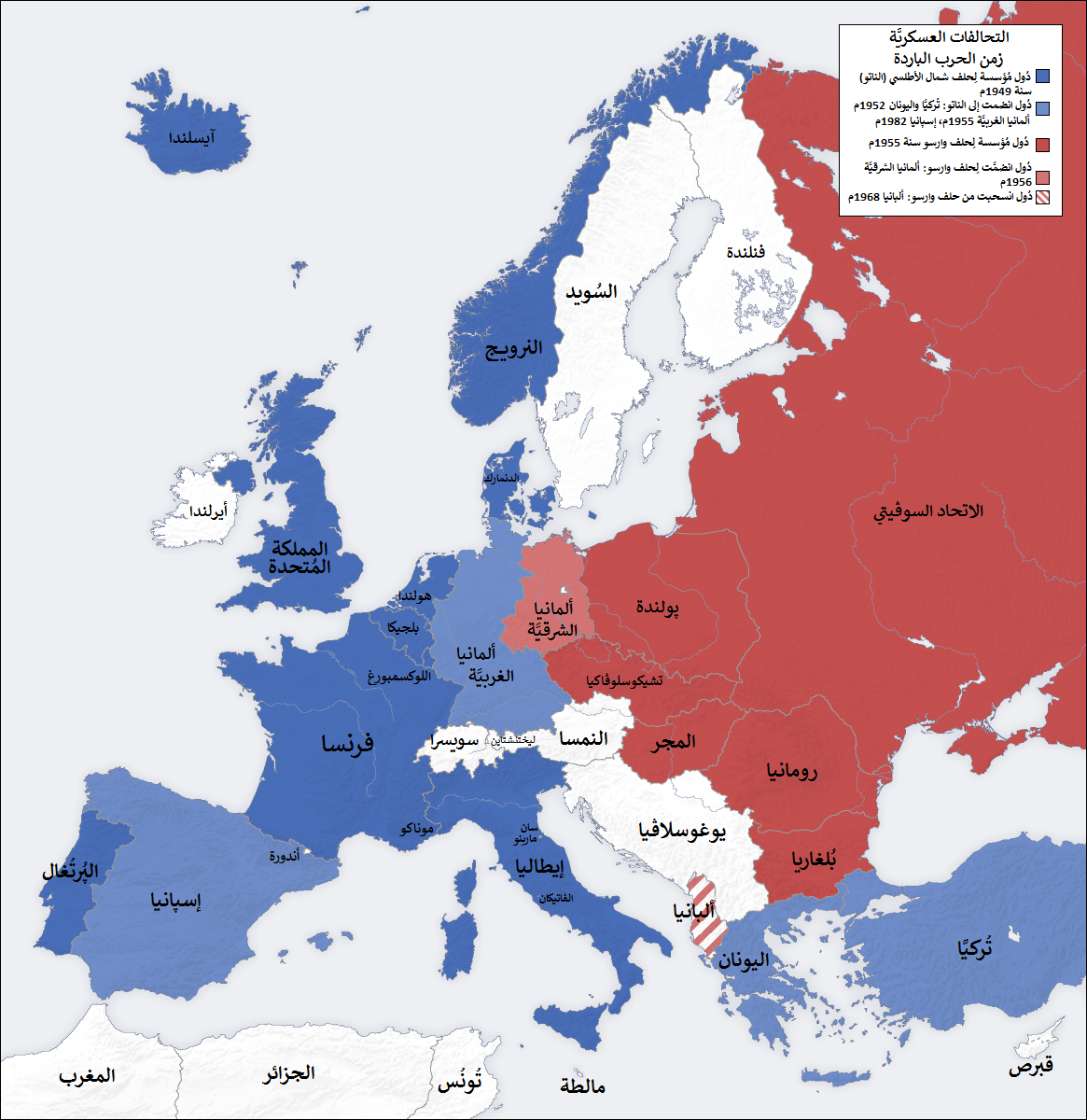
التحالفات العسكرية الأوروبية.

### مشروع مارشال وانقلاب تشيكوسلوفاكيا

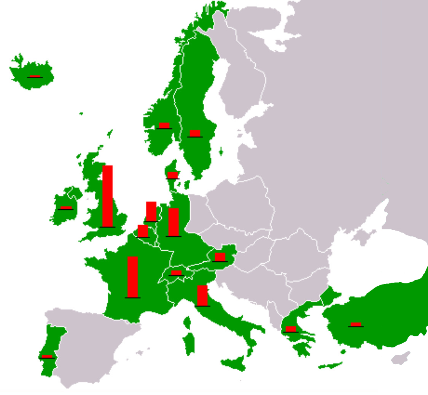
خريطة حقبة الحرب الباردة لأوروبا والشرق الأدنى تُظهر البلدان التي تلقت مساعدات خطة مارشال. تُظهر الأعمدة الحمراء الكمية النسبية لإجمالي المساعدات التي تلقتها كل دولة.

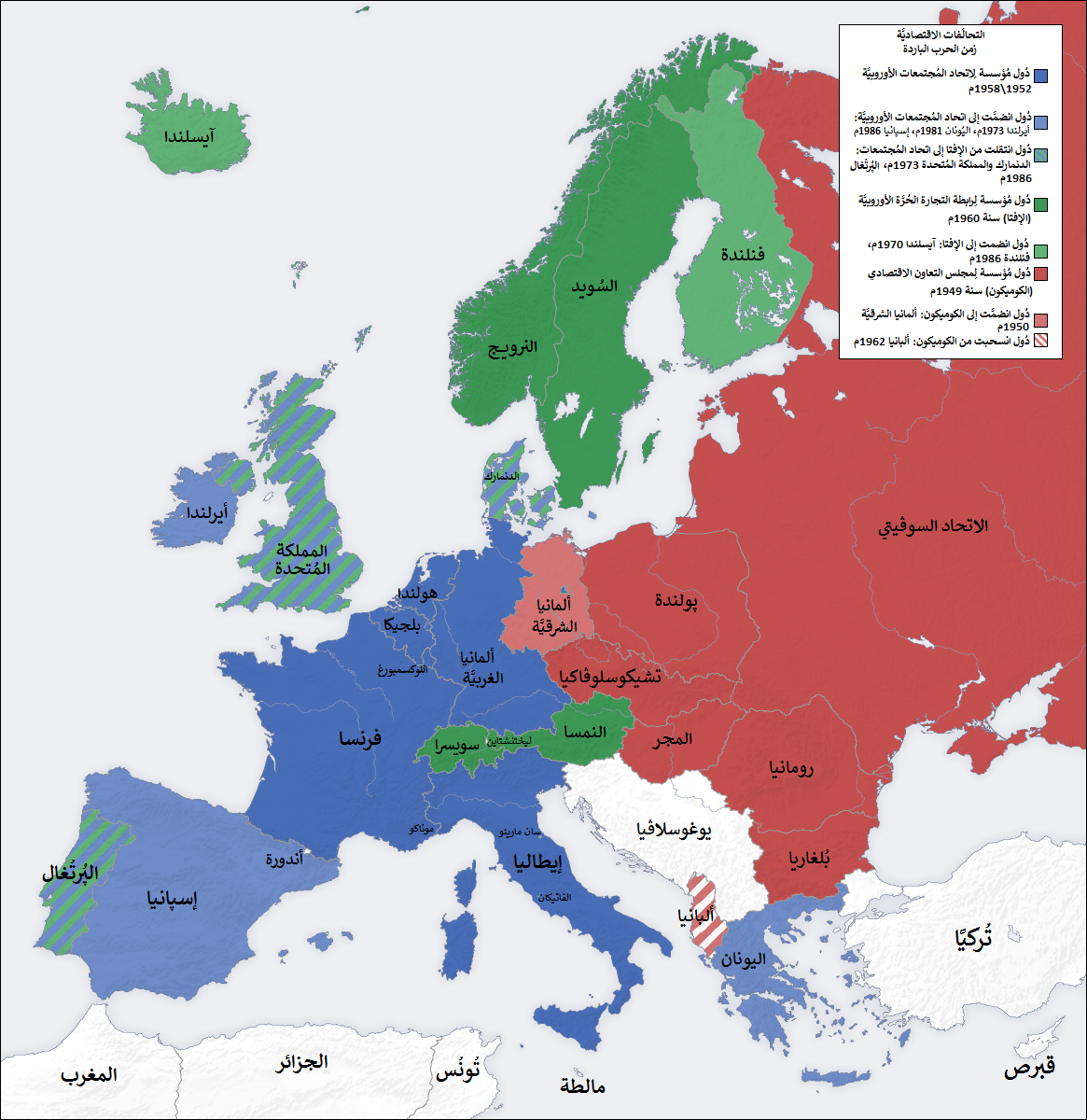
التحالفات الاقتصادية الأوروبية

### حصار برلين والجسر الجوي

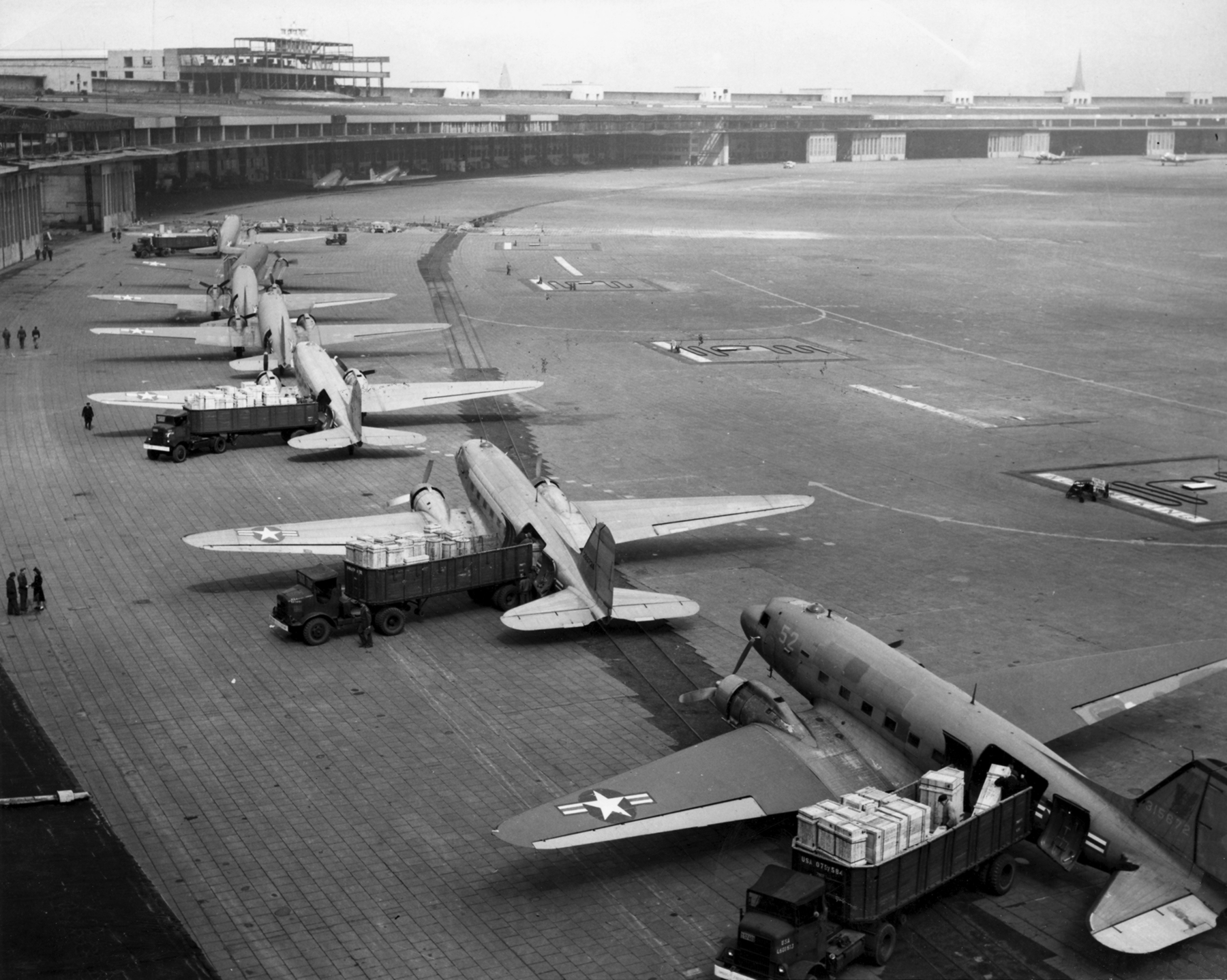
تفريغ حمولة C-47 في مطار برلين تمبلهوف خلال حصار برلين.

## الحرب الباردة: نظرة عامة
الحرب الباردة هي مصطلح يُستخدم لوصف حالة الصراع والتوتر والتنافس التي كانت قائمة بين الولايات المتحدة والاتحاد السوفيتي وحلفائهما من منتصف الأربعينيات حتى أوائل التسعينيات. تميزت هذه الفترة بسباق التسلح النووي، الحروب بالوكالة، وأزمات دولية مثل أزمة الصواريخ الكوبية، دون أن تصل إلى مواجهة عسكرية مباشرة بين القوتين العظميين. انتهت الحرب الباردة بانهيار الاتحاد السوفيتي عام 1991، مما أدى إلى تفكك الكتلة الشرقية وبروز الولايات المتحدة كقوة عظمى وحيدة.Wikipedia

## 📚 مصادر ووصلات مفيدة

### ويكيبيديا
- مقالة ويكيبيديا: الحرب الباردة
- بوابة: الحرب الباردة

### مقالات تحليلية
- الحرب الباردة.. صراع ساخن قسّم العالم لقطبين – الجزيرة